# Premi e riconoscimenti di Marion Cotillard

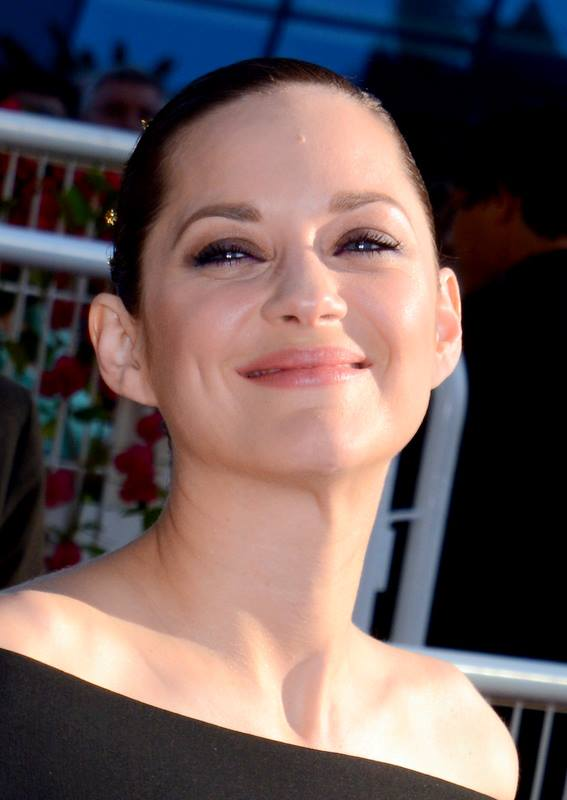
Marion Cotillard nel 2015

Questa è la lista dei premi e riconoscimenti ricevuti dell'attrice Marion Cotillard.

## Premi cinematografici

### Principali
- Premio Oscar
  - 2008 – Miglior attrice protagonista per La Vie en rose[1]
  - 2015 – Candidatura alla miglior attrice protagonista per Due giorni, una notte[2]

- Golden Globe
  - 2008 – Migliore attrice in un film commedia o musicale per La Vie en rose
  - 2010 – Candidatura alla migliore attrice in un film commedia o musicale per Nine
  - 2013 – Candidatura alla migliore attrice in un film drammatico per Un sapore di ruggine e ossa[3]
  - 2022 – Candidatura alla migliore attrice in un film commedia o musicale per Annette[4]

### Altri
- AACTA Award
  - 2013 – Candidatura alla miglior attrice per Un sapore di ruggine e ossa

- Boston Society of Film Critics
  - 2007 – Migliore attrice per La Vie en rose
  - 2014 – Migliore attrice per Due giorni, una notte e C'era una volta a New York

- British Academy Film Awards
  - 2008 - Miglior attrice protagonista per La Vie en rose
  - 2013 - Candidatura alla miglior attrice protagonista per Un sapore di ruggine e ossa

- Central Ohio Film Critics Association Awards
  - 2011 - Candidatura al miglior cast per Inception

- Chicago Film Critics Association
  - 2007 - Candidatura alla migliore attrice per La Vie en rose
  - 2014 - Candidatura alla migliore attrice per Due giorni, una notte

- Critics' Choice Awards
  - 2008 - Candidatura alla migliore attrice per La Vie en rose
  - 2010 - Candidatura alla miglior attrice non protagonista per Nine
  - 2013 - Candidatura alla migliore attrice per Un sapore di ruggine e ossa[5]
  - 2015 - Candidatura alla migliore attrice per Due giorni, una notte[6]

- Dallas-Fort Worth Film Critics Association Awards
  - 2007 - Candidatura alla miglior attrice per La Vie en rose
  - 2009 - Candidatura alla miglior attrice non protagonista per Nine
  - 2014 - Candidatura alla miglior attrice per Due giorni, una notte

- Étoiles d'Or
  - 2008 - Miglior attrice per La Vie en rose

- European Film Awards
  - 2007 - Candidatura alla miglior attrice per La Vie en rose
  - 2014 - Miglior attrice per Due giorni, una notte

- Festival di Cannes
  - 2004 - Chopard Trophy alla miglior rivelazione femminile

- Festival du film de Cabourg
  - 2000 - Swann d'oro alla miglior rivelazione femminile per Du bleu jusqu'en Amérique
  - 2007 - Swann d'oro alla miglior attrice per La Vie en rose

- Gotham Independent Film Awards
  - 2012 - Tributo alla Carriera

- Hollywood Film Festival
  - 2007 - Migliore attrice per La Vie en rose

- Irish Film and Television Award
  - 2010 - Candidatura alla miglior attrice internazionale per Nine
  - 2013 - Miglior attrice internazionale per Il cavaliere oscuro - Il ritorno e Un sapore di ruggine e ossa

- Kansas City Film Critics Circle Awards
  - 2008 - Migliore attrice per La Vie en rose

- Leone Ceco
  - 2008 - Miglior attrice protagonista per La Vie en rose

- London Critics Circle Film Awards
  - 2008 - Miglior attrice dell'anno per La Vie en rose
  - 2013 - Candidatura alla miglior attrice dell'anno per Un sapore di ruggine e ossa
  - 2015 - Candidatura alla miglior attrice dell'anno per Due giorni, una notte

- Los Angeles Film Critics Association
  - 2007 - Miglior attrice per La Vie en rose

- MTV Movie & TV Awards
  - 2013 – Candidatura al miglior cattivo per Il cavaliere oscuro - Il ritorno
  - 2014 – Candidatura al miglior combattimento per Anchorman 2 - Fotti la notizia[7]

- National Society of Film Critics
  - 2008 - Candidatura alla migliore attrice per La Vie en rose
  - 2015 - Miglior attrice per C'era una volta a New York e Due giorni, una notte

- Newport Beach Film Festival
  - 2004 - Premio della giuria come miglior attrice in un film drammatico per Amami se hai coraggio

- NRJ Ciné Awards
  - 2004 - Miglior bacio per Amami se hai coraggio
  - 2005 - Candidatura all'attrice più glamour per Una lunga domenica di passioni
  - 2007 - Miglior look per La Vie en rose
  - 2007 - Attrice francese dell'anno per La Vie en rose

- Online Film Critics Society
  - 2008 - Candidatura alla miglior attrice per La Vie en rose
  - 2014 - Candidatura alla miglior attrice per Due giorni, una notte

- Palm Springs International Film Festival
  - 2008 - Breakthrough Performance Award per La Vie en rose
  - 2010 - Desert Palm Achievement Award per Nine

- Phoenix Film Critics Society Awards
  - 2010 - Candidatura al miglior cast per Inception
  - 2011 - Candidatura al miglior cast per Contagion
  - 2011 - Candidatura al miglior cast per Midnight in Paris

- Premio César
  - 1999 - Candidatura alla migliore promessa femminile per Taxxi
  - 2002 - Candidatura alla migliore promessa femminile per Les jolies choses
  - 2005 - Migliore attrice non protagonista per Una lunga domenica di passioni
  - 2008 - Migliore attrice protagonista per La Vie en rose
  - 2013 - Candidatura alla migliore attrice protagonista per Un sapore di ruggine e ossa
  - 2015 - Candidatura alla migliore attrice protagonista per Due giorni, una notte
  - 2017 - Candidatura alla migliore attrice protagonista per Mal de pierres

- Premio Lumière
  - 2008 - Miglior attrice per La Vie en rose

- Sannio FilmFest
  - 2007 - Golden Capital alla miglior attrice per La Vie en rose

- Santa Barbara International Film Festival
  - 2008 - Virtuoso Award per La Vie en rose

- Satellite Award
  - 2007 - Miglior attrice in un film drammatico per La Vie en rose
  - 2009 - Candidatura alla miglior attrice in un film commedia o musicale per Nine[8]
  - 2009 - Miglior cast per Nine[9]
  - 2010 - Candidatura alla migliore attrice non protagonista per Inception
  - 2015 - Candidatura alla miglior attrice per Due giorni, una notte

- Scream Awards
  - 2010 – Candidatura alla miglior attrice non protagonista per Inception

- Screen Actors Guild Award
  - 2008 – Candidatura alla miglior attrice protagonista per La Vie en rose
  - 2010 – Candidatura al miglior cast per Nine
  - 2012 – Candidatura al miglior cast per Midnight in Paris
  - 2013 – Candidatura alla miglior attrice protagonista per Un sapore di ruggine e ossa[10]

- Seattle International Film Festival
  - 2007 - Golden Space Needle Award alla miglior attrice per La Vie en rose

- Vancouver Film Critics Circle
  - 2008 - Miglior attrice per La Vie en rose
  - 2013 - Candidatura alla miglior attrice per Un sapore di ruggine e ossa
  - 2015 - Candidatura alla miglior attrice per C'era una volta a New York

- Verona Love Screens Film Festival
  - 2001 - Miglior attrice per Lisa

- Washington D.C. Area Film Critics Association
  - 2009 - Candidatura al miglior cast per Nine
  - 2010 - Candidatura al miglior cast per Inception
  - 2012 - Candidatura alla miglior attrice per Un sapore di ruggine e ossa